# Patrick Murdoch
Pour les articles homonymes, voir Murdoch.
Patrick Murdoch (né en Écosse et mort en 1774) est un ecclésiastique et mathématicien britannique.

## Biographie
Murdoch est d'abord précepteur.
Docteur en théologie, il eut la charge des paroisses de Stradishall (en 1737), de Kettlebaston (en 1749) et de Great Thurlow (en 1760), toutes trois dans le Suffolk.
Il est l'auteur d'un ouvrage, traduit en français sous le titre de Nouvelles tables loxodromiques, où il présente les trois projections qui portent son nom et qui ont eu leur importance en cartographie, et d'un essai, Genesis curvarum, sur la perspective. Il a aussi écrit une biographie du poète James Thomson, qui était un ami proche et qui lui a dédié des vers.
Il devient membre de la Royal Society en mars 1746.

## Œuvres
- (en) Mercator's sailing, applied to the true figure of the Earth. With an introduction, concerning the discovery and determination of that figure sur Google Livres, Londres, 1741, 38 p. plus figures
  - Nouvelles tables loxodromiques, ou application de la théorie de la véritable figure de la Terre, à la construction des cartes marines réduites sur Google Livres, trad. Brémond[3], Paris, Durand, 1742
- (la) Neutoni genesis curvarum per umbras, seu Perspectivae universalis elementa, exemplis coni sectionum et linearum tertii ordinis illustrata sur Google Livres, Londres, Andrew Millar, 1746
  - Nouveaux principes de la perspective linéaire, traduction de deux ouvrages, l'un anglais du Docteur Brook Taylor. L'autre latin, de Monsieur Patrice Murdoch. Avec un essai sur le mélange des couleurs par Newton sur Google Livres,  1757[4]
- (en) James Thomson et Patrick Murdoch (éd. scientifique et contributeur), The Works of James Thomson with his last corrections and improvements : to which is prefixed, an account of his life and writings [« Travaux de James Thomson avec ses dernières corrections et améliorations : lesquels sont précédés d’un récit de sa vie et de ses écrits »], vol. 1, Londres, Andrew Millar, 1762, 2 vol. ; in-4 (lire en ligne), « An account of the life and writings of Mr James Thomson ».Le chapitre relatif à la vie et aux écrits de James Thomson est de Patrick Murdoch.
- (en) « An account of the life and writings of Mr. James Thomson », dans The poetical works of James Thomson comprising all his pastoral, dramatic, lyrical, and didactic poems, and a few of his juvenile productions : with a Life of the author, Londres, Andrew Millar, 1762 (lire en ligne), p. xv–xxxiv[5]L'édition en ligne est parue à Londres chez Tegg en 1849.